# Atlantidrilus quadrisetis
Atlantidrilus quadrisetis är en ringmaskart som beskrevs av Erséus 1982. Atlantidrilus quadrisetis ingår i släktet Atlantidrilus och familjen glattmaskar. Inga underarter finns listade i Catalogue of Life.